# Вищелуб'янська сільська рада
Вищелуб'я́нська сільська́ ра́да — адміністративно-територіальна одиниця та орган місцевого самоврядування у Збаразькому районі Тернопільської області. Адміністративний центр — село Вищі Луб'янки.

## Загальні відомості
Вищелуб'янська сільська рада утворена в 1940 році.
- Територія ради: 27,05 км²
- Населення ради: 1 499 осіб (станом на 2001 рік)

## Населені пункти
Сільській раді були підпорядковані населені пункти:
- с. Вищі Луб'янки
- с. Новий Роговець

## Склад ради
Рада складалася з 16 депутатів та голови.
- Голова ради: Біловус Надія Йосипівна
- Секретар ради: Гвязда Ольга Дмитрівна

### Керівний склад попередніх скликань
| Прізвище, ім'я, по батькові | Основні відомості                                                               | Дата обрання | Дата звільнення |
| --------------------------- | ------------------------------------------------------------------------------- | ------------ | --------------- |
| Бучак Ярослав Володимирович | Сільський голова, 1951 року народження, безпартійний                            | 26.03.2006   | 31.10.2010      |
| Біловус Надія Йосипівна     | Сільський голова, 1959 року народження, освіта середня спеціальна, позапартійна | 31.10.2010   |                 |

Примітка: таблиця складена за даними сайту Верховної Ради України

### Депутати
За результатами місцевих виборів 2010 року депутатами ради стали:

#### За суб'єктами висування
| Суб'єкт висування | Кількість обраних депутатів | %   |
| ----------------- | --------------------------- | --- |
| Самовисування     | 16                          | 100 |

#### За округами
| № округу | Прізвище, ім'я, по батькові  | Дата визнання обраним | Освіта  | Партійна приналежність                  | Відомості про обраного депутата                   |
| -------- | ---------------------------- | --------------------- | ------- | --------------------------------------- | ------------------------------------------------- |
| 1        | Цісецький Андрій Любомирович | 01.11.2010            | середня | позапартійний                           | ПТУ № 25, учень                                   |
| 2        | Гвязда Ольга Дмитрівна       | 01.11.2010            | вища    | член Конгресу Українських Націоналістів | Сільська рада, секретар                           |
| 3        | Сурм'як Марія Михайлівна     | 01.11.2010            | вища    | позапартійна                            | фельдшерсько-акушерський пункт, прибиральниця     |
| 4        | Мамрега Володимир Іванович   | 01.11.2010            | середня | позапартійний                           | тимчасово не працює                               |
| 5        | Левчук Андрій Григорович     | 01.11.2010            | середня | позапартійний                           | ЛК м. Кременець, студент                          |
| 6        | Слободян Григорій Романович  | 01.11.2010            | середня | позапартійний                           | тимчасово не працює                               |
| 7        | Гейниш Юрій Олександрович    | 01.11.2010            | вища    | позапартійний                           | тимчасово не працює                               |
| 8        | Гаврилюк Тарас Романович     | 01.11.2010            | середня | позапартійний                           | ПТУ № 25, учень                                   |
| 9        | Гарматюк Василь Васильович   | 01.11.2010            | вища    | член Конгресу Українських Націоналістів | Сільська рада, землевпорядник                     |
| 10       | Павлюк Андрій Богданович     | 01.11.2010            | середня | позапартійний                           | загальноосвітня школа, робітник по обслуговуванню |
| 11       | Панахида Володимир Юрійович  | 01.11.2010            | середня | член Конгресу Українських Націоналістів | Церква, дяк-регент                                |
| 12       | Ковенько Іван Анатолійович   | 01.11.2010            | вища    | позапартійний                           | тимчасово не працює                               |
| 13       | Росіл Олег Тимофійович       | 01.11.2010            | середня | позапартійний                           | ФГ «Айова», різноробочий                          |
| 14       | Левчук Богдан Михайлович     | 01.11.2010            | середня | член Конгресу Українських Націоналістів | тимчасово не працює                               |
| 15       | Чудакевич Олег Степанович    | 01.11.2010            | середня | позапартійний                           | ПП"Авант", охоронець                              |
| 16       | Водяниця Любов Олексіївна    | 01.11.2010            | середня | позапартійна                            | Відділення зв'язку, листоноша                     |